# Бабичка (річка)
Бабичка — річка в Україні, у Мукачівському районі Закарпатської області. Ліва притока Чорної Води (басейн Дунаю).

## Опис
Довжина річки 15 км, похил річки — 9,9 м/км. Площа басейну 61,5 км².

## Притоки
- Слопи (права).

## Розташування
Бере початок на заході від Бабичів. Тече переважно на південний захід через Станово і біля Макарьово впадає в річку Чорну Воду, ліву притоку Керепця. 
Населені пункти вздовж берегової смуги: Новоселиця, Яблунів. 
Річку перетинає автомобільна дорога Н09.